# A 007, dalla Russia con amore
A 007, dalla Russia con amore (From Russia, with Love, 1957) è il quinto romanzo di Ian Fleming della serie dedicata a James Bond.
John Fitzgerald Kennedy lo annoverò in un'intervista tra i romanzi da salvare in caso di catastrofe nucleare, assieme a Il rosso e il nero di Stendhal. Fu un'inaspettata pubblicità per il romanzo, che regalò a Ian Fleming un successo mondiale.
Il romanzo è stato successivamente ripubblicato da Adelphi nel 2015 con il titolo di Dalla Russia con amore, attenendosi maggiormente a quello originale.

## Trama

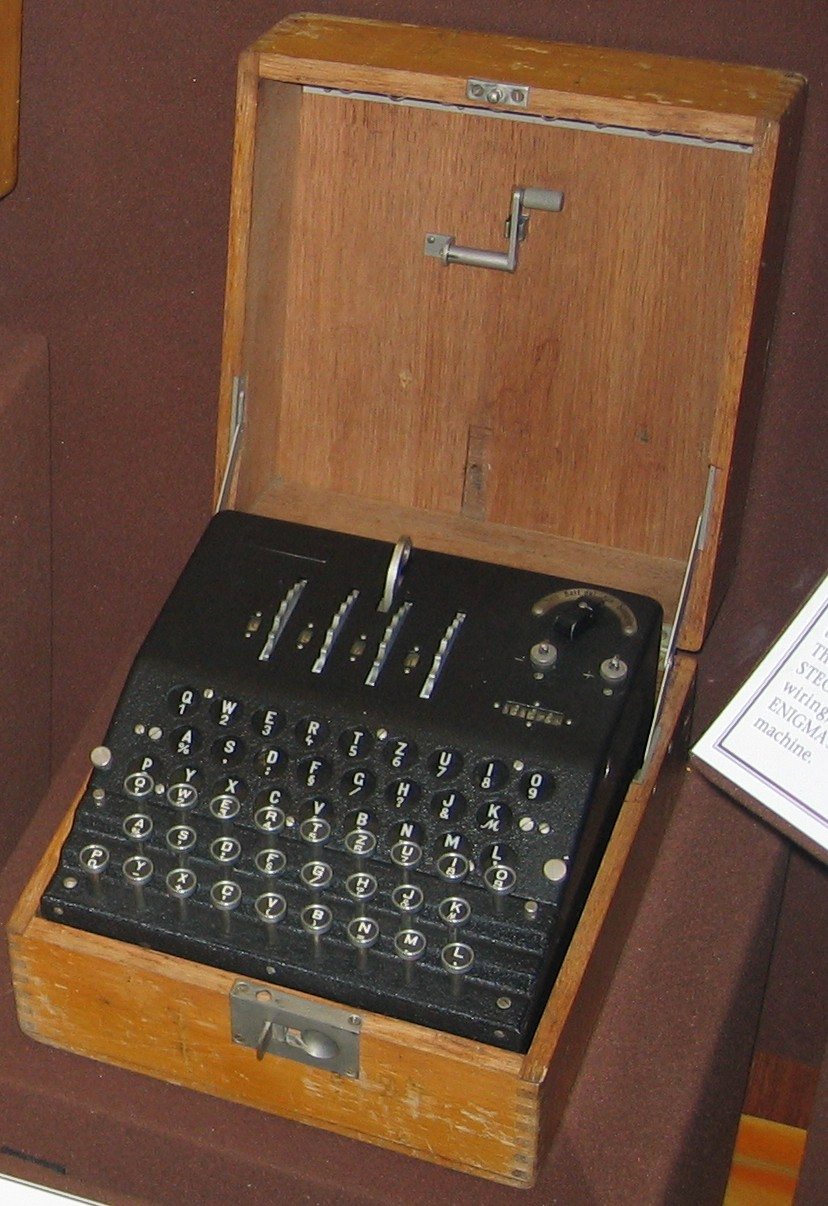
La macchina crittografica Enigma (nel libro è il Lector)

Per vendicare gli insuccessi degli ultimi anni G, il capo della SMERSH (l'apparato per gli omicidi del MGB, già implicato secondo Fleming nell'assassinio di Beria) affida al colonnello Rosa Klebb il compito di mettere in atto un piano, organizzato dal campione di scacchi Kronsteen, per uccidere e ridicolizzare il miglior agente del servizio segreto britannico. La donna ingaggia Donovan Grant e Tatiana Romanova, rispettivamente il miglior assassino della sezione e un'avvenente ragazza, ottima per il ruolo di esca.
Il piano ha inizio quando Darko Kerim, il capo della sezione T, riceve un biglietto da Tatiana che si rende disponibile a disertare e ad aiutare a rubare lo Spektor (macchina crittografica) alla sola condizione di conoscere James Bond, perché è affascinata dal suo incredibile dossier. Malgrado tutti siano convinti che sia una trappola, 007 parte per Istanbul. In attesa che la donna riprenda i contatti, Darko Kerim accompagna l'agente segreto tra i piaceri e le ambiguità della città turca.
Grazie alle vecchie vasche sotterranee, i due spiano Tatiana, segretaria all'ambasciata sovietica. Quindi cenano in un campo di zingari, dove assistono alla lotta tra due donne che si contendono lo stesso uomo. La serata termina con una cruenta sparatoria con una banda di assassini bulgari. Darko si vendica della spiacevole sorpresa e di un attentato al suo ufficio, assassinando il loro capo mentre esce dal suo rifugio "nella bocca di Marilyn Monroe", così chiamato perché la botola di fuga è mimetizzata dalla bocca dell'attrice ritratta in un cartellone pubblicitario.
La sera successiva James Bond rientra nella sua camera d'albergo e vi trova Tatiana "vestita" solo di un collare nero. I due trascorrono una notte bollente, filmati di nascosto da due agenti SMERSH.
La ragazza simula il furto dello Spektor e raggiunge Bond all'ultimo minuto: all'insaputa della ragazza, nel box dello Spektor che le è stato consegnato, è in realtà nascosto un ordigno che esploderà appena il finto apparecchio sarà messo in funzione.

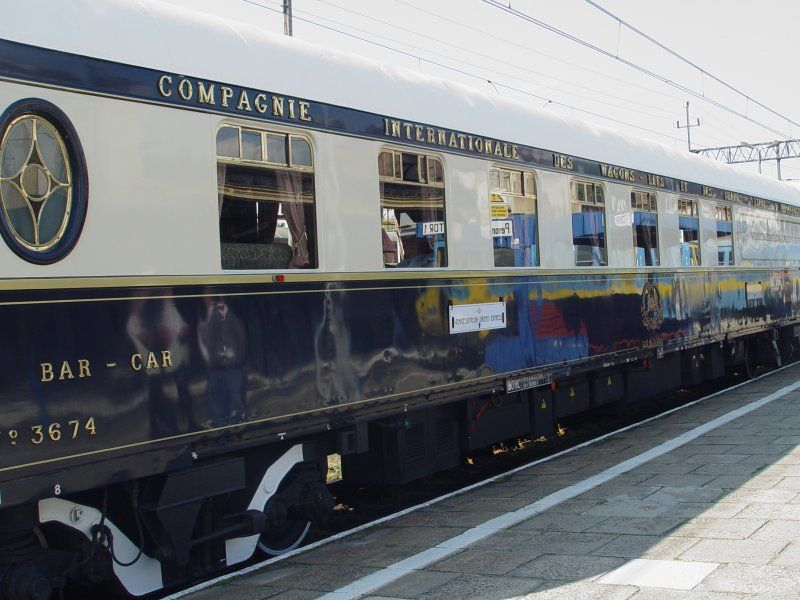
L'Orient Express

I due fuggono insieme a Darko Kerim, prendendo l'Orient Express. Il turco viene ucciso. Sul treno incontrano Donovan Grant, che si presenta loro come guardia del corpo. 007 si insospettisce dell'uomo e, quando l'assassino cerca di eliminarlo, si salva uccidendolo. Giunti finalmente a Parigi, Bond crede di essere ormai in salvo.
L'agente segreto, prima di uccidere Grant, aveva appreso da questi che il killer avrebbe dovuto incontrare Rosa Klebb in un albergo, per fare il suo rapporto, e si reca all'appuntamento al posto del sicario ormai morto. Ne nasce una violenta colluttazione; Bond riesce ad avere la meglio. Renè Mathis arriva all'albergo per arrestare Rosa Klebb, ma la donna, prima di essere portata via, colpisce 007 ad una gamba con una lama avvelenata. Bond stramazza al suolo.

## Personaggi
- James Bond, agente segreto britannico
- caporale Tatiana Romanova, Bond girl, agente sicurezza di Stato sovietica
- G, capo della SMERSH
- Krassno Granitski, alias Donovan Grant, primo esecutore della SMERSH
- colonnello Rosa Klebb, capo dell'Otydel II, sezione esecuzioni della SMERSH
- colonnello Kronsteen, campione di scacchi
- Darko Kerim, capo della sezione T del Servizio Segreto Britannico
- Vava, zingaro
- Krilencu, capo della banda dei bulgari
- René Mathis, agente del Deuxième Bureau

## Edizioni
- Ian Fleming, A 007, dalla Russia con Amore, traduzione di Enrico Cicogna, collana "R65", Garzanti, 1965.
- Ian Fleming, Dalla Russia con Amore, traduzione di Enrico Cicogna, Tea Due, 1998.
- Ian Fleming, Dalla Russia con Amore, traduzione di Eva Kampmann, Ugo Guanda Editore, 2006
- Ian Fleming, Dalla Russia con amore, a cura di Matteo Codignola, traduzione di Massimo Bocchiola, Adelphi Edizioni, 2015

## Adattamenti cinematografici
- A 007, dalla Russia con amore, regia di Terence Young (1963) con Sean Connery nel ruolo di James Bond.

Seguendo la linea di distensione introdotta nel primo episodio (Agente 007 - Licenza di uccidere), i nemici di Bond non sono i sovietici, bensì gli agenti della SPECTRE. Cambiano, dunque, radicalmente le motivazioni: il capo della SPECTRE, Ernst Stavro Blofeld, vuole impadronirsi dell'apparecchio decrittatore sovietico Lektor, con l'obiettivo di metterlo all'asta al miglior offerente. A questo scopo i suoi collaboratori Kronsteen e Rosa Klebb faranno compiere il lavoro a 007, per poi ucciderlo e rovinarne la reputazione con un filmato compromettente, vendicando così la morte del dottor No.

## Adattamenti videoludici
- Dalla Russia con amore (2005)